# Bradeley Green
Bradeley Green – wieś w Anglii, w hrabstwie Shropshire. Leży 32 km na północ od miasta Shrewsbury i 241 km na północny zachód od Londynu.